# Kwangsen
Kwangsen is een bestuurslaag in het regentschap Madiun van de provincie Oost-Java, Indonesië. Kwangsen telt 2956 inwoners (volkstelling 2010).